# Vilhelm Lassen
Vilhelm Herman Lassen, född 10 juni 1861 i Butterup, död 6 april 1908 i Köpenhamn, var en dansk politiker och chefredaktör. Han var Danmarks finansminister i J.C. Christensens regering från 14 januari 1905 till sin död.
Vilhelm Lassen växte upp i Butterup utanför Holbæk där fadern drev en kvarn. Familjen var stor, åtta syskon, och när fadern dog då Vilhelm Lassen var tolv år gammal blev familjens levnadsvillkor sämre. Genom en friplats kunde Lassen fortsätta sin skolgång. Han avlade studentexamen från Roskilde Katedralskole 1897 och blev cand. jur. 1884. Tillsammans med sin vän Johan Ottosen upprättade han Studentersamfundet 1882, som hade en liberal/radikal prägel. Efter studierna lierade sig Lassen med den radikala politikern Viggo Hørup, som hade grundat den socialliberala morgontidningen Politiken 1884. Han anslöt sig därmed till Hørups parti, Venstrereformpartiet, som var liberalt och antimilitaristiskt. Det var också på Hørups rekommendation som Lassen blev anställd som redaktionssekreterare vid Aarhus Amtstidende och 1885-1889 var han tidningens chefredaktör. Han blev redaktör för Aalborg Stiftstidende då det grundades 1889 och med tiden blev han delägare och slutligen ensam ägare 1896. Under hans ledning blev tidningen den mest tongivande i provinsen (Nordjylland), både i opinionsbildningen och i antalet sålda exemplar. Han var också känd för sin agitation och förespråkade ”jord till arbetare” och stöd till den kooperativa rörelsen, samt för sin förmåga att uttrycka sig i ord, både i tal och i skrift. Hans ofta hätska artiklar mot städernas byrådsmedlemmar ledde till ett fyrtiotal rättsprocesser mot honom, vilka leddes av partikollegan och framtida justitieministern Peter Adler Alberti. De kom dock med tiden att gräva ned stridsyxan.
Lassen kom att i någon mån bryta med Hørups politiska linje då han, i enlighet med J.C. Christensen, sökte kompromisser med Højre, som motsatte sig en nedrustning, samt gav öppet stöd åt partiets reformpolitik i Rigsdagen. Detta var en klar brytning med den Hørupska partifraktionens antimilitaristiska linje. I samband med 1901 års systemskifte, som innebar en övergång från kungavalda regeringar till parlamentarism, blev Lassen invald till Folketinget för Sæbys valkrets. Under valkampen uppstod dock ett motstånd bland bönderna, som opponerade sig mot att han tillhörde fraktionen kring Hørup. Han lämnade därmed gradvis denna fraktion och blev en förespråkare av den sittande Venstreregeringen, som i samband med parlamentarismens införande hade övertagit makten från Højre. Som folketingsledamot var han en av dem som stod bakom lagen om tiondets avskaffande. Då J.C. Christensen bildade regering 1905 blev Lassen utnämnd till finansminister. Under sin korta mandatperiod lät han bland annat upprätta Kongeriget Danmarks Hypotekbank 1906 (nu Finansstyrelsen), som fick till uppgift att låna pengar som sedan skulle lånas ut till olika investeringar som ansågs vara samhällsnyttiga. Han lät också upprätta en statlig lånefond för att stycka upp stora lantegendomar samt genomföra en ändring av tullagstiftningen, som innebar en starkt begränsad protektionism. Han lade också fram förslag om beskattning av socker och sprit, samt ett förslag om en progressiv arvsskatt. Dessa antogs först efter hans död.
Vilhelm Lassen var gift med politikern Marie Lassen från 1886.

## Utmärkelser
- Riddare av Dannebrogorden,  1905[1]
- Dannebrogsmännens hederstecken,  1907[1]

[Redigera Wikidata]